# Basorelieful „Tineri Sportivi” din Constanța
Basorelieful „Tineri Sportivi” este un monument istoric situat în municipiul Constanța. Figurează pe noua listă a monumentelor istorice sub codul LMI: CT-III-m-B-02934.

## Imagini

Basorelieful „Tineri Sportivi” din Constanța - Fetele

## Istoric și trăsături
Basorelieful „Tineri Sportivi” este amplasat pe Bd.Tomis, nr.104, lângă intrarea în Sala Sporturilor Constanța. Autoare este sculptorița Zoe Băicoianu în anul 1960.